# Dinamo
|  | No s'ha de confondre amb Dynamo. |

Una dinamo és un generador elèctric que crea corrent continu emprant un commutador. La dinamo utilitza l'electromagnetisme per convertir la rotació mecànica en electricitat.
La dinamo va ser el primer generador elèctric capaç de produir potència elèctrica per a la indústria (1830s), i és encara al segle xxi el generador de corrent continu més important. Malgrat la predominança de la producció de corrent continu, cal remarcar que el corrent altern és molt més present als circuits elèctrics de potència.
La invenció del principi d'autoinducció de la dinamo va ser un gran salt tecnològic sobre els antics generadors de corrent continu basats en imants permanents tradicionals. El descobriment del principi de la dinamo va fer que la generació d'energia elèctrica a escala industrial fos viable tècnicament i econòmicament.

## Etimologia i usos lingüístics
La paraula 'dinamo' prové de la paraula grega dynamis (δύναμις), que significa força o poder. Era originalment un altre nom per anomenar un generador elèctric, i encara en alguns llocs es fa servir com a sinònim de generador. La paraula va ser encunyada el 1831 per Michael Faraday, que va utilitzar el seu invent per fer molts descobriments en electricitat i el magnetisme.
El "principi de la dinamo" original de Werner von Siemens es referia només als generadors de corrent continu que utilitzen exclusivament el principi d'autoexcitació (autoinducció) per generar energia de corrent continu. Els generadors de corrent continu anteriors que utilitzaven imants permanents no es consideraven "màquines elèctriques dinamo".
Després de la invenció de l'alternador i que el corrent altern es pogués utilitzar com a font d'alimentació, la paraula dinamo es va associar exclusivament amb el "generador elèctric de corrent continu commutat", mentre que un generador elèctric de CA que utilitzava anells lliscants o imants del rotor es coneixeria com a alternador.
Un petit generador elèctric integrat al nucli d'una roda de bicicleta per alimentar llums s'anomena dinamo de concentració, tot i que aquests són invariablement dispositius de CA i en realitat són magnetos.

## Història

### Antecedents. El disc de Faraday

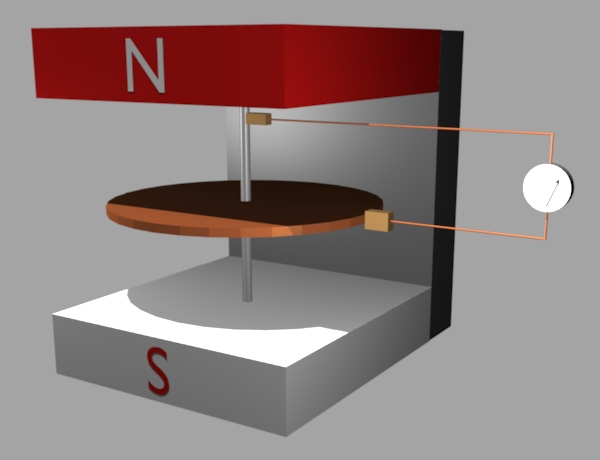
Disc de Faraday.

Durant 1831 i 1832, Michael Faraday va descobrir que un conductor elèctric movent-se perpendicularment a un camp magnètic generava una diferència de potencial. Aprofitant això, va construir el primer generador electromagnètic, el disc de Faraday, un generador homopolar, emprant un disc de coure que girava entre els extrems d'un imant amb forma de ferradura, generant-se un petit corrent continu.

### Dinamo de Pixii

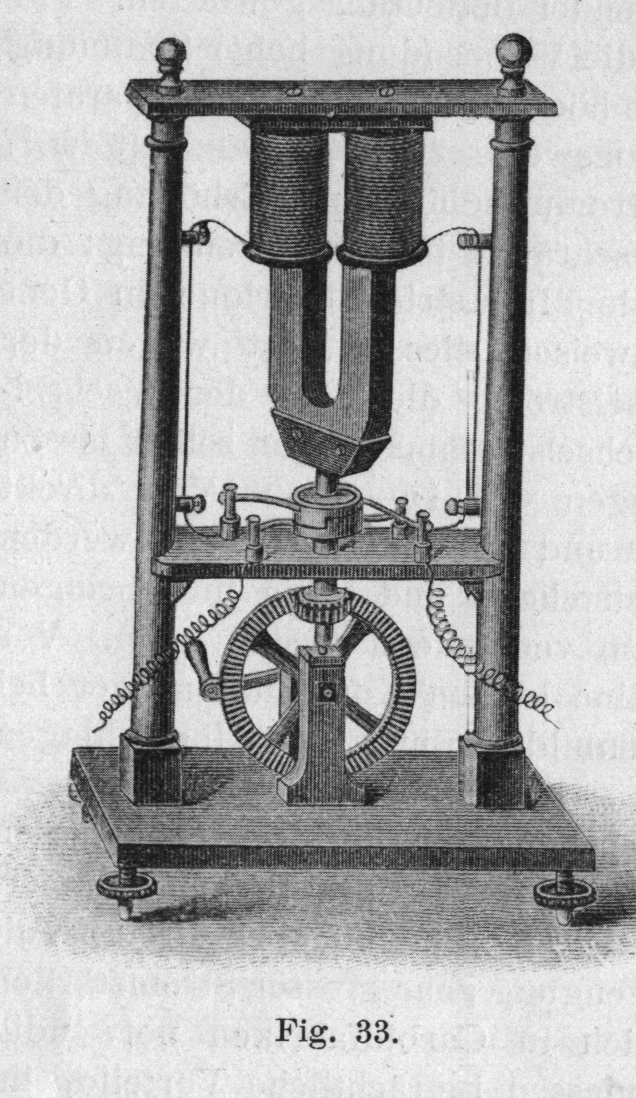
Il·lustració de la màquina de Pixii

Hippolyte Pixii, un fabricant d'instruments francès, l'any 1832 va construir la primera dinamo basada en els principis de Michael Faraday. Utilitzava un imant permanent que feia girar una excèntrica. L'imant giratori estava col·locat de manera que els seus pols passaven per una peça de ferro amb un conductor enrotllat al seu voltant. Pixii va trobar que l'imant giratori produïa un corrent oscil·lant al conductor cada vegada que un pol passava pel rotlle. A més, els pols nord i sud de l'imant induïen corrents en direccions oposades. Afegint-hi un commutator, Pixii podia convertir el corrent altern en corrent continu tot polsant-lo.

### Dinamo de Gramme

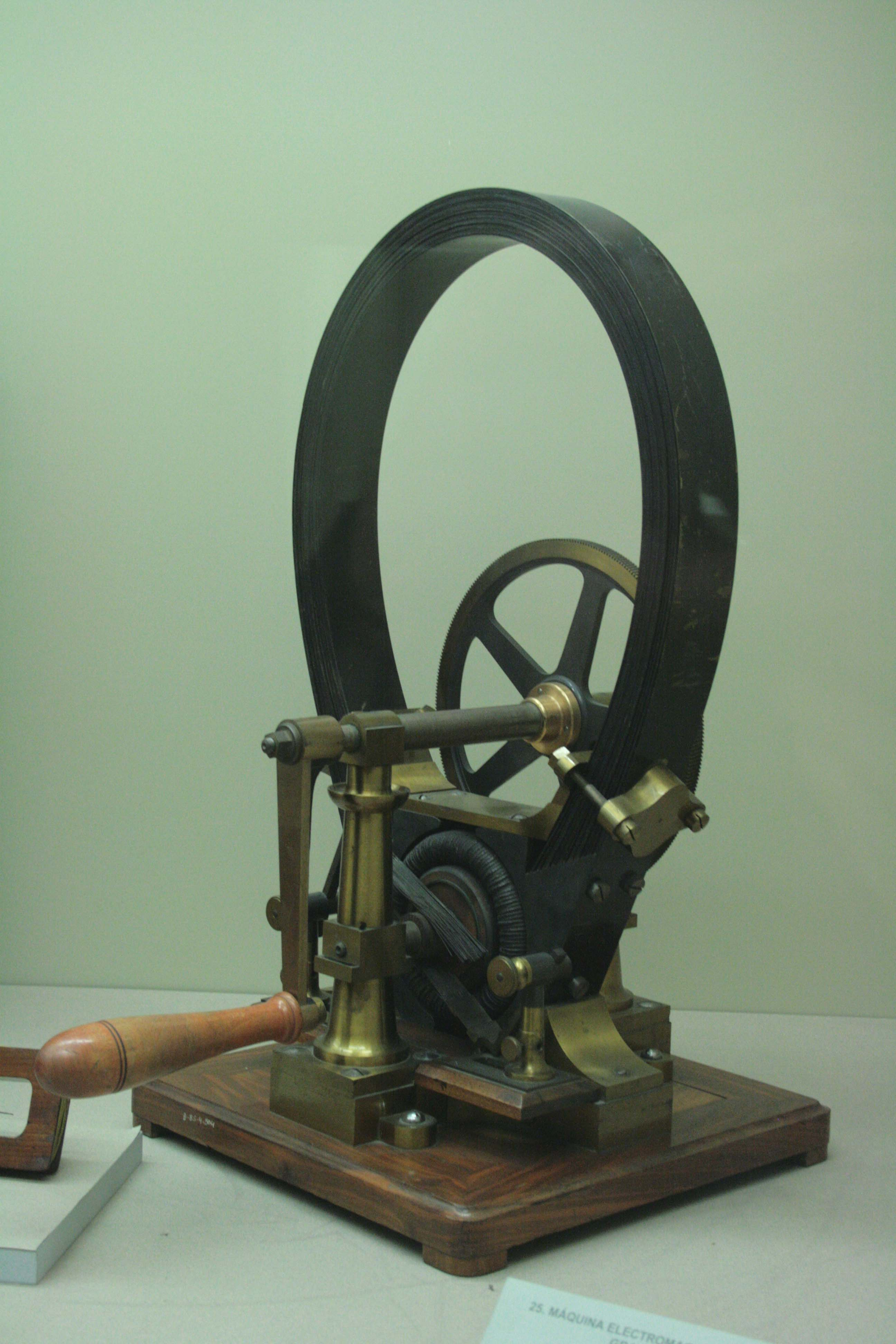
Generador de Gramme construït per fer proves en laboratori

Tant el disc de Faraday com la Dinamo de Pixii patien un problema similar: provocaven "puntes" de corrent i a continuació no produïen cap corrent en absolut. Antonio Pacinotti, un científic italià, ho va solucionar reemplaçant el rotllo de fil per una bobina toroidal, que preparava embolicant un anell de ferro. Això feia que una part del rotllo passés contínuament pels imants, allisant el corrent. Zénobe Gramme va reinventar aquest disseny uns quants anys després en dissenyar les primeres centrals elèctriques comercials, que van operar a París l'any 1870. El seu disseny es coneix ara com la Màquina de Gramme. Des de llavors se n'han fet diverses versions i millores, però el concepte bàsic d'un bucle de fil sense fi que gira, roman al cor de totes les dinamos modernes.

### Desenvolupament del Generador Unipolar
Molt després que el disc original de Faraday s'havia abandonat com a generador pràctic, es va desenvolupar una versió modificada que combina l'imant i el disc en una única peça giratòria (el rotor). Sovint es reserva el nom generador homopolar per a aquesta configuració. Una de les primeres patents sobre el tipus general de generadors homopolars va ser aconseguida per A. F. Delafield
Altres patents inicials per a generadors homopolars van ser adjudicats a S. Z. De Ferranti i C. Batchelor per separat. Nikola Tesla estava interessat en el disc Faraday i va portar a terme treballs amb generadors homopolars

### La dinamo en l'automòbil
Un dels usos més comuns que se li va donar a la dinamo va ser el de generador d'energia elèctrica per a l'automòbil. A mesura que, des de principis del segle xx, els automòbils s'anaven fent més complexos, es va demostrar que els sistemes de generació d'energia elèctrica amb els quals es comptava (principalment magnetos) no eren prou potents per a les necessitats del vehicle. Encara que es tractava d'un element que proporcionava l'energia necessària amb relativament poc pes, presentava certs problemes. El més important era que la velocitat de rotació que se li subministrava mai era constant, ja que les revolucions del motor estan contínuament variant, sent requisit el que havia de ser capaç de subministrar el mateix corrent en ralentí, moviment lent, encara que el motor estigués a ple rendiment. Això es va solucionar amb els reguladors que, encara que són senzills en el seu disseny, requereixen un reglatge molt delicat. Aquests dispositius havien de ser capaços de regular el voltatge i la intensitat. A més, hauria d'evitar que la dinamo funcionés com un motor elèctric quan el vehicle estigués al ralentí, que és quan pràcticament no produeix energia, perquè el flux de corrent no s'invertís (atès que les dinamos tenen un disseny molt semblant al dels motors elèctrics, en l'automòbil arribaven a funcionar com a tal quan s'invertia el flux de corrent en ser major el potencial que subministrava la bateria que el potencial que subministrava la dinamo).
Des dels anys 1970 han estat substituïts progressivament per l'alternador, no quedant actualment cap vehicle en producció amb l'anterior sistema. El corrent generat és produït quan el camp magnètic creat per un imant o un electroimant fix, inductor, travessa una bobina, induït, col·locada en el seu centre. El corrent induït en aquesta bobina giratòria, en principi alterna, és transformat en contínua mitjançant l'acció d'un commutador giratori, solidari amb l'induït, denominat col·lector, constituït per uns elèctrodes denominats lamel·les. D'aquí és conduït a l'exterior mitjançant altres contactes fixos anomenats escombretes que connecten per fregament amb les lamel·les del col·lector.

## Dinamos modernes
Actualment, les dinamos tenen una constitució típica que consisteix a dues peces, l'estator i el rotor. L'espai d'aire que resta entre sengles peces s'anomena entreferro.
L'estator és una estructura estàtica que alberga els elements elèctrics del sistema inductor, encarregat de crear, distribuir i mantenir un camp magnètic per l'interior de l'estator.
El rotor és una estructura giratòria que alberga els elements elèctrics del sistema induït, encarregat de travessar el camp magnètic inductor i com a resposta iniciar un corrent elèctric induït que acabarà generant una força electromotriu en aquest circuit, que pot connectar-se a un circuit exterior a la màquina.

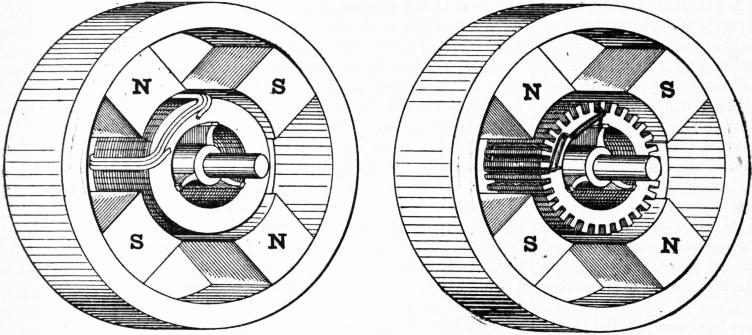
Estator de quatre nuclis magnètics. Rotor amb dues configuracions segons el recorregut del circuit induït.